# Восточно-Корейский залив
Восто́чно-Коре́йский зали́в (залив Броутона, кор. 동조선만 Тончосонман, 동한만 Тонханман) — залив Японского моря у северо-восточного берега Корейского полуострова, омывает территорию КНДР. Глубина в открытой части достигает 1800—2000 м, у берега — 60 м. Приливы неправильные полусуточные, амплитуда слабая — 0,5 м.
Южной оконечностью Восточно-Корейского залива является мыс Чанадэдан (Пещурова), северной — мыс Сондогап (Вейриха) или мыс Хвандандан (Шварца). Название «залив Броутона» (англ. Broughton Bay) получил от английского мореплавателя Уильяма Роберта Броутона, посетившего Восточно-Корейский залив в 1797 году. Восточно-Корейский залив состоит из множества небольших, почти круглый год свободных ото льда бухт и заливов; главнейшие из них: рейд Симпхонан (Симпо, порт Шестакова) представляет собой пролив между материком и островом Маяндо (Гончарова) и удобную якорную стоянку; бухта Тхвечжоман (Витязь); залив Йонхынман между полуостровом Ходо (Нахимова) и мысом Калмагак (Муравьёва) с портом Вонсан (Лазарева) и бухтами Вонсанхан (Гензан) и Сонджонман (Лазарева), и бухта Чанчжонхан, защищённая с востока от ветров мысом Чанадэдан (Пещурова).
Крупные порты: Хыннам в северной части и Вонсан в южной.